# Ustawa o ziemiach państwowych w Kanadzie
Ustawa o ziemiach państwowych w Kanadzie – Dominion Lands Act – ustawa uchwalona przez parlament Kanady w 1872 roku w celu zachęcenia do emigracji i osiedlania się na obszarach rolniczych Terytoriów Północno-Zachodnich Kanady. Ustawa przewidywała przyznawanie nadań ziemskich, działek rolniczych o powierzchni 65 hektarów, dla rodzin i osób indywidualnych, będących w wieku co najmniej 21 lat (później limit obniżono do 19 lat). Jedynym wymaganiem była opłata skarbowa wysokości 10 dolarów. Działka po trzech latach przechodziła na własność gospodarza pod warunkiem, że zagospodarował co najmniej 12 hektarów ziemi rolniczej i zbudował stałe domostwo. W przeciwnym razie tracił prawo własności i zobowiązany był zwrócić działkę. To bardzo liberalne prawo przyczyniło się do bardzo szybkiego zasiedlenia południowych terenów Terytoriów Północno-Zachodnich.